# Evento luminoso transiente

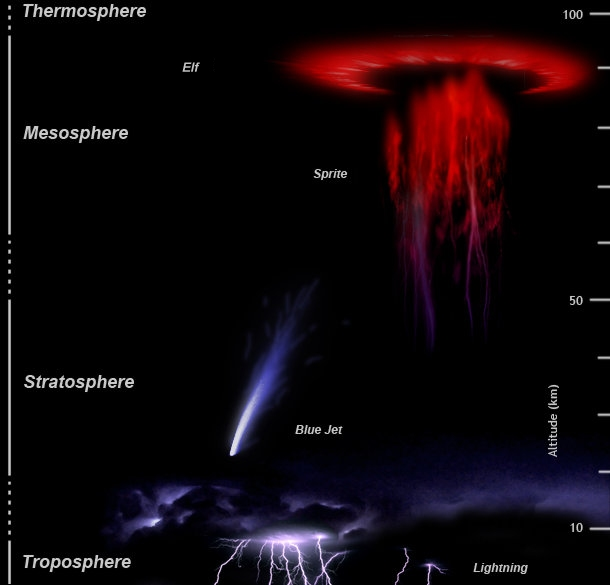
Diagrama mostrando o aspecto e altitude de formação dos TLE's

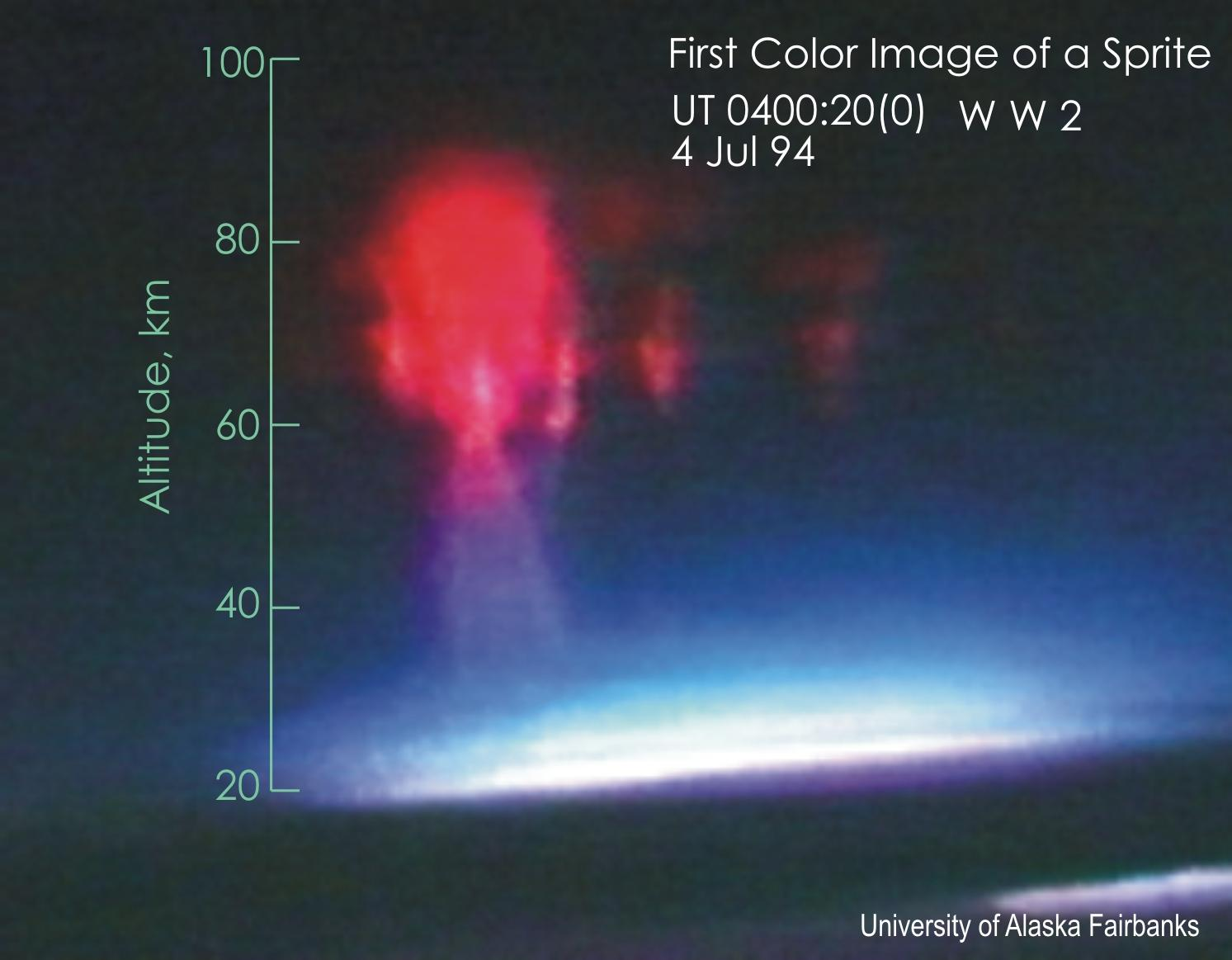
Fotografia de um sprite

Eventos luminosos transientes (conhecidos pela sigla TLE, do inglês: transient luminous events), são electrometeoros caracterizados por emissões ópticas de curta duração, em geral de luminosidade muito menor do que o comum relâmpago, que se desenvolvem na média e alta atmosfera por cima de trovoadas activas.

## Descrição
Estes fenómenos, que se distribuem em altitude desde a parte superior da troposfera até à ionosfera, são o reflexo dos desequilíbrios electrostáticos gerados pelas descargas, em particular pelas descargas nuvem-solo, e da propagação pela ionosfera do pulso electromagnético (EMP) resultante das enormes correntes eléctricas transientes que em microssegundos percorrem os canais de descarga. As intensas descargas positivas nuvem-solo, que por vezes transferem mais de 100 Coulomb de carga positiva para o solo, aparecem frequentemente associadas a estes fenómenos.
As emissões ópticas resultantes, que podem ser consideradas como formas exóticas de relâmpago, apesar de receberem o nome colectivo de eventos luminosos transientes, são um conjunto muito variado de fenómenos, diferindo substancialmente em génese, localização e aspecto. As escalas dimensionais relevantes variam de dezenas de metros a dezenas e centenas de quilómetros, enquanto que as escalas temporais variam de centenas de μS a centenas de ms. A compreensão global desses fenómenos, na sua maioria apenas recentemente observados, é ainda incipiente e muitos detalhes sobre seus efeitos físico-químicos na atmosfera não são presentemente conhecidos. Sem tradução lusófona geralmente aceite, os fenómenos ópticos transientes são em geral agrupados em: (1) blue starters/blue jets; (2) sprites; e (3) elves.
1. Blue jets (jactos azuis) são fontes móveis de luz azul que se desenvolvem lentamente a partir do topo das nuvens de trovoada activas até altitudes de cerca de 50 km; os blue starters (precursores azuis) são breves jatos ascendentes de luz azul que se propagam apenas alguns quilómetros  acima da nuvem que os origina, terminando abaixo dos 26 km de altitude. Este grupo de fenómenos luminosos foram observadas pela primeira vez na década de 1990.[1]
2. Sprites (duendes) aparecem como um conjunto de colunas luminosas vermelhas, de curta duração (< 50 ms), que se estendem de 30 a 90 km de altitude. Cerca de 80% dos sprites estão associados a eventos de emitem radiação electromagnética de muito baixa frequência (ELF) e a descargas positivas nuvem-solo e parecem resultar de do retorno de descargas atmosféricas com grandes correntes de pico.
3. Elves (elfos) são os induzidos pelas descargas, ocorrendo a altitudes de 90–95 km acima do solo, na parte inferior da ionosfera, podendo ocorrer  a mais de 300 km de distância lateral em relação à trovada. Aparentam ser o resultado da interacção entre a ionosfera e o pulso electromagnético (EMP) propagado a partir da descarga, não sendo aparentemente correlacionados com a polaridade do relâmpago fonte.

Os relâmpagos distantes, originados em nuvens que devido à curvatura da Terra se encontram abaixo do horizonte do observador, são frequentemente visíveis durante a noite, particularmente sobre o mar. Conhecidos por "gelações" ou "relâmpagos de calor", são na realidade relâmpagos normais originados em trovoadas distantes e não devem ser confundidos com eventos luminosos transientes ou outros fenómenos incomuns.
Dado o interesse que o fenómeno inspira, e a sua profunda e antiga ligação a mitos e religiões, existem múltiplas descrições de tipologias exóticas de relâmpago, quer no que respeita à duração, à cor da luz percebida e à forma. A existência e características da maioria desses fenómenos nunca foram objecto de confirmação científica, no moderno sentido do termo, contudo, uma das formas, o relâmpago associado ao fenómeno conhecido popularmente por raio globular, tem merecido debate nos meios científicos.